# Spalax carmeli
Spalax carmeli là một loài động vật có vú trong họ Spalacidae, bộ Gặm nhấm. Loài này được Nevo, Ivanitskaya, & Beiles mô tả năm 2001.